# Pristidactylus fasciatus
Pristidactylus fasciatus är en ödleart som beskrevs av  D’orbigny och BIBRON 1847. Pristidactylus fasciatus ingår i släktet Pristidactylus och familjen Polychrotidae. Inga underarter finns listade i Catalogue of Life.